# Villa Pazzi
Villa Pazzi si trova a Firenze in via del Pian dei Giullari 52.
La villa, che confine con villa Le Corti, è di impianto cinquecentesco. Qui, durante l'assedio di Firenze del 1529-1530, Baccio Valori tenne il suo ufficio contabile.